# Călimănești, Nisporeni
Călimănești este un sat din raionul Nisporeni, Republica Moldova.

## Administrație și politică
Componența Consiliului local Călimănești (9 consilieri), ales la 5 noiembrie 2023, este următoarea:
|  | Partid                            | Consilieri | Componență | Componență | Componență | Componență | Componență | Componență |
|  | --------------------------------- | ---------- | ---------- | ---------- | ---------- | ---------- | ---------- | ---------- |
|  | Partidul Acțiune și Solidaritate  | 6          |            |            |            |            |            |            |
|  | Partidul Social Democrat European | 3          |            |            |            |            |            |            |